# Trophée Learco Guerra
Le Trophée Learco Guerra (en italien : Trofeo Learco Guerra) est une course cycliste disputée au mois de mai autour de Badia Agnano, une frazione de la commune de la Bucine (Toscane). Créée en 2013, cette épreuve rend hommage à l'ancien champion cycliste et directeur sportif italien Learco Guerra. Elle est organisée par l'US Fracor.
Durant son existence, le Trophée fait partie du calendrier régional de la Fédération cycliste italienne, en catégorie 1.19.

## Palmarès
| Année | Vainqueur             | Deuxième          | Troisième         |
| ----- | --------------------- | ----------------- | ----------------- |
| 2013  | Davide Formolo        | Paolo Brundo      | Alberto Bettiol   |
| 2014  | Alex Turrin           | Mirko Trosino     | Paolo Totò        |
| 2015  | non disputé           | non disputé       | non disputé       |
| 2016  | Aleksandr Riabushenko | Francesco Romano  | Manuel Ciucci     |
| 2017  | Aleksandr Riabushenko | Christian Scaroni | Lorenzo Fortunato |
| 2018  | Rasmus Byriel Iversen | Jalel Duranti     | Simone Piccolo    |
| 2019  | Filippo Fiorelli      | Marco Landi       | Daniel Smarzaro   |